# خولیو ماتس
خولیو ماتس (اسپانیایی: Julio Mattos‎؛ زادهٔ ۳۰ مارس ۱۹۴۰) بازیکن فوتبال اهل آرژانتین است.

## باشگاهی
از باشگاه‌هایی که در آن بازی کرده‌است می‌توان به باشگاه فوتبال اتلتیکو تیگره و باشگاه فوتبال آرژانتینوس جونیورز اشاره کرد.